# Scienziati del clero cattolico

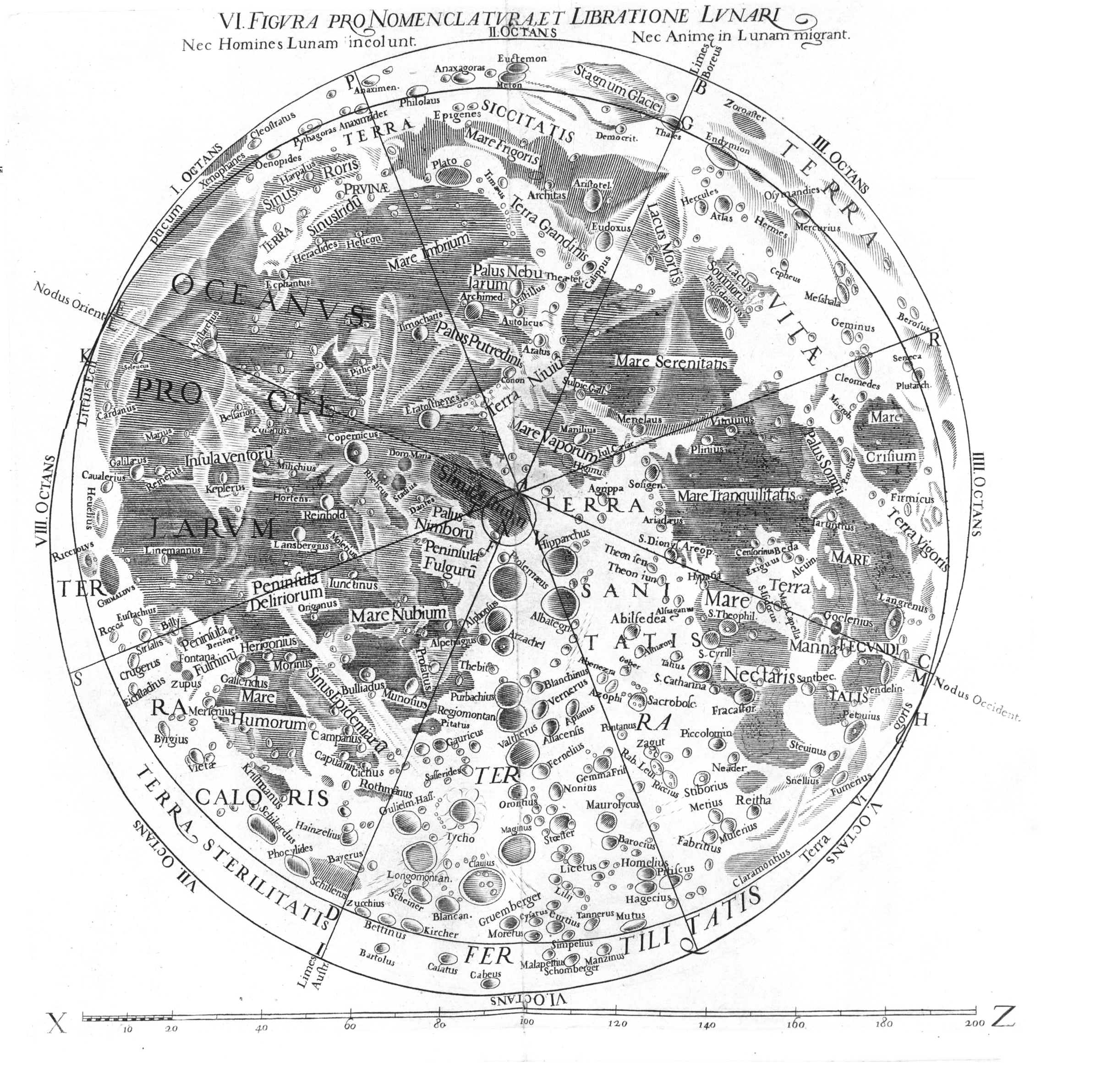
Selenografo (mappa della Luna) da p. Almagestum novum di Giovanni Battista Riccioli (1651)

Questo è un elenco di membri del clero cattolico nel corso della storia che ha dato contributi significativi alla scienza. Questi ecclesiastici-scienziati includono: Niccolò Copernico, Gregor Mendel, Georges Lemaître, Alberto Magno, Ruggero Bacone, Pierre Gassendi, Ruggero Giuseppe Boscovich, Marin Mersenne, Bernard Bolzano, Francesco Maria Grimaldi, Nicola d'Oresme, Giovanni Buridano, Roberto Grossatesta, Cristoforo Clavio, Niccolò Stenone, Athanasius Kircher, Giovanni Riccioli, Guglielmo di Occam, e altri elencati di seguito. La Chiesa cattolica ha prodotto anche molti scienziati e matematici laici.
I gesuiti in particolare hanno dato numerosi contributi significativi allo sviluppo della scienza. Ad esempio, i gesuiti hanno dedicato uno studio significativo ai terremoti e la sismologia è stata descritta come "la scienza dei gesuiti". I Gesuiti sono stati descritti come "il singolo contributore più importante alla fisica sperimentale nel diciassettesimo secolo". Secondo quanto afferma Jonathan Wright nel suo saggio God's Soldiers, nel diciottesimo secolo i gesuiti avevano "contribuito allo sviluppo di orologi a pendolo, pantografi, barometri, telescopi riflettenti e microscopi, a campi scientifici diversi come il magnetismo, l'ottica e l'elettricità. Hanno osservato, in alcuni casi prima di chiunque altro, le bande colorate sulla superficie di Giove, la nebulosa di Andromeda e gli anelli di Saturno. Teorizzarono la circolazione del sangue (indipendentemente da Harvey), la possibilità teorica del volo, il modo in cui la luna influenzava le maree e la natura ondulatoria della luce."

## Gli scienziati membri del clero

### A

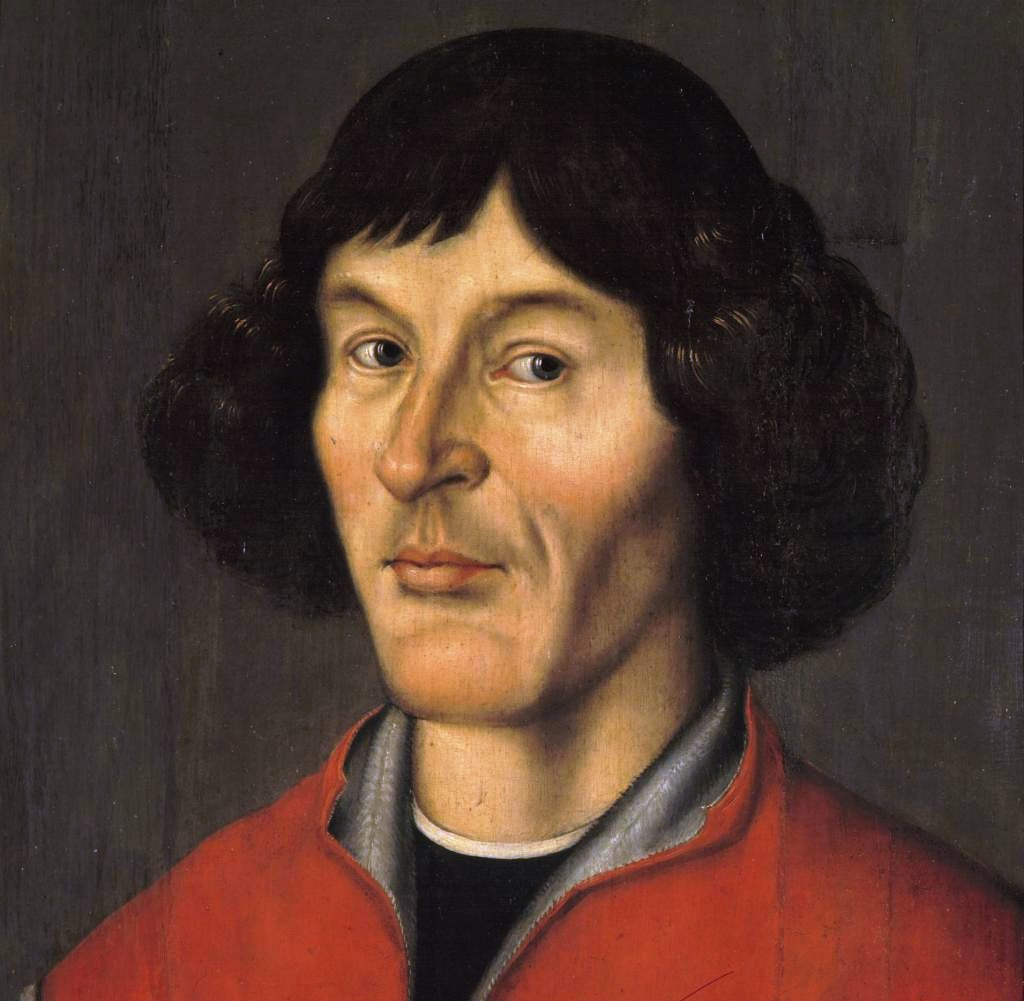
Niccolò Copernico

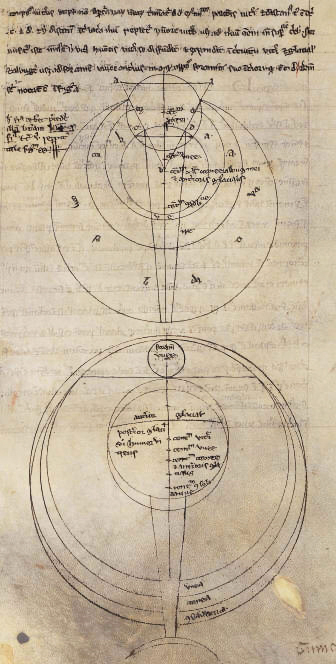
I diagrammi circolari di Ruggero Bacone relativi allo studio scientifico dell'ottica

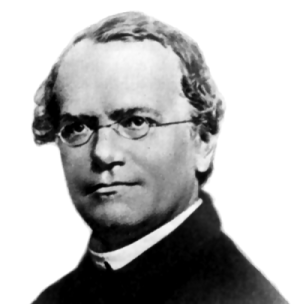
Gregor Mendel, monaco agostiniano e genetista

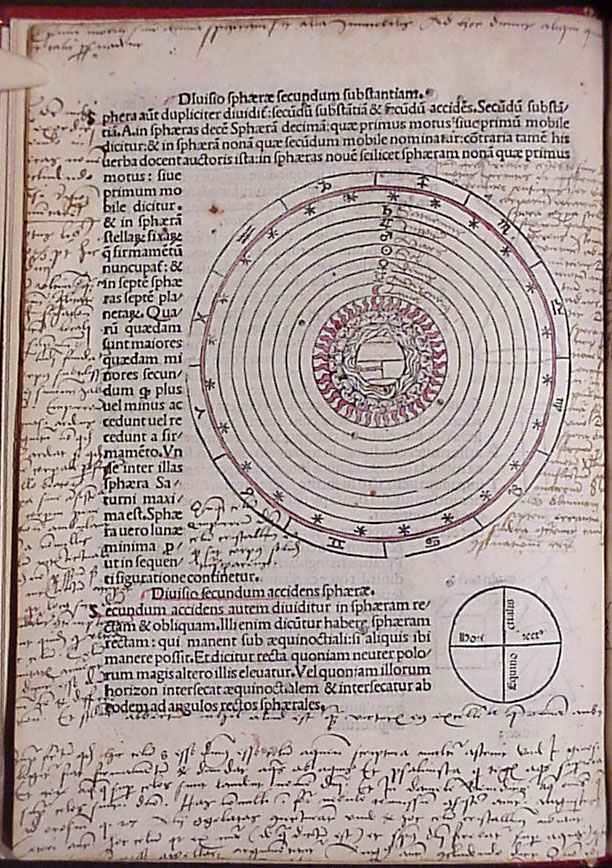
De sphaera mundi del Sacrobosco

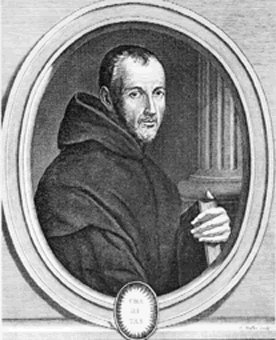
Marino Mersenne

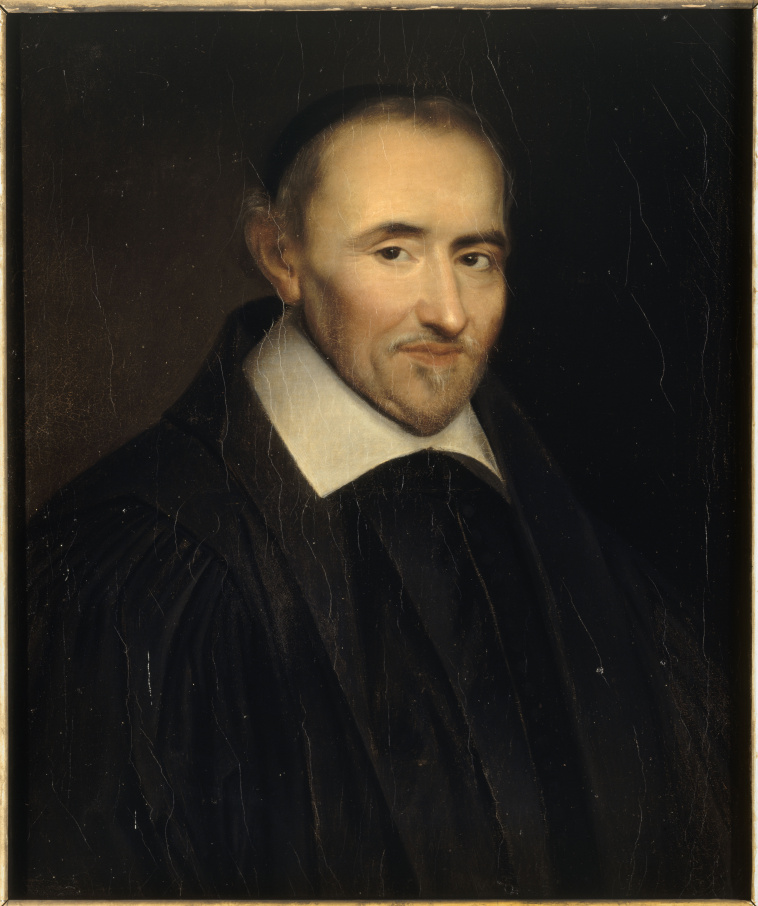
Pierre Gassendi

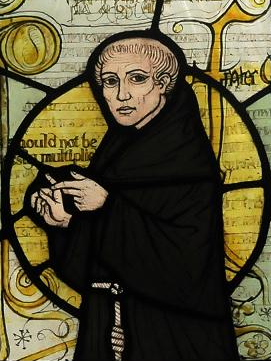
Guglielmo di Occam

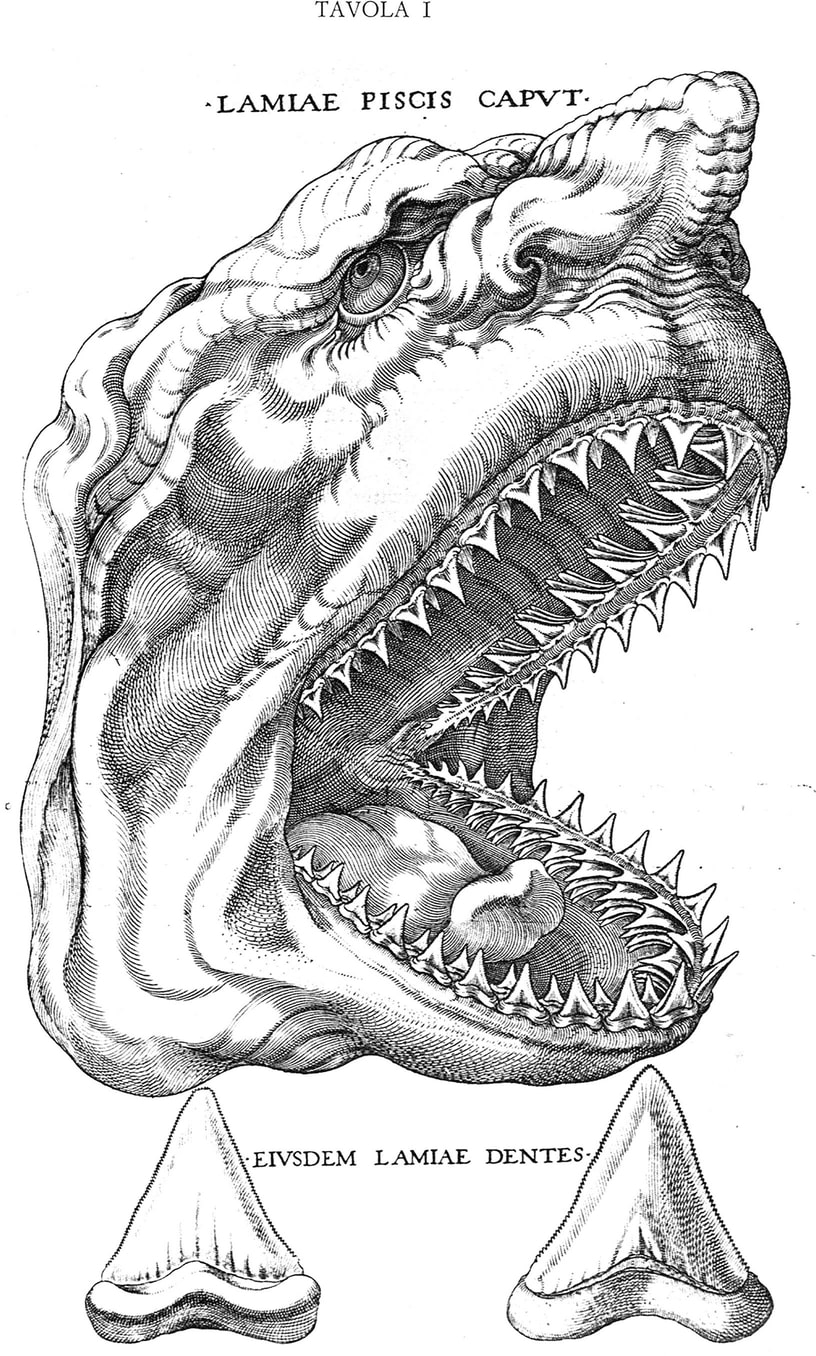
Illustrazione dall'articolo di Niccolò Stenone del 1667 che confronta i denti di una testa di squalo con un dente fossile

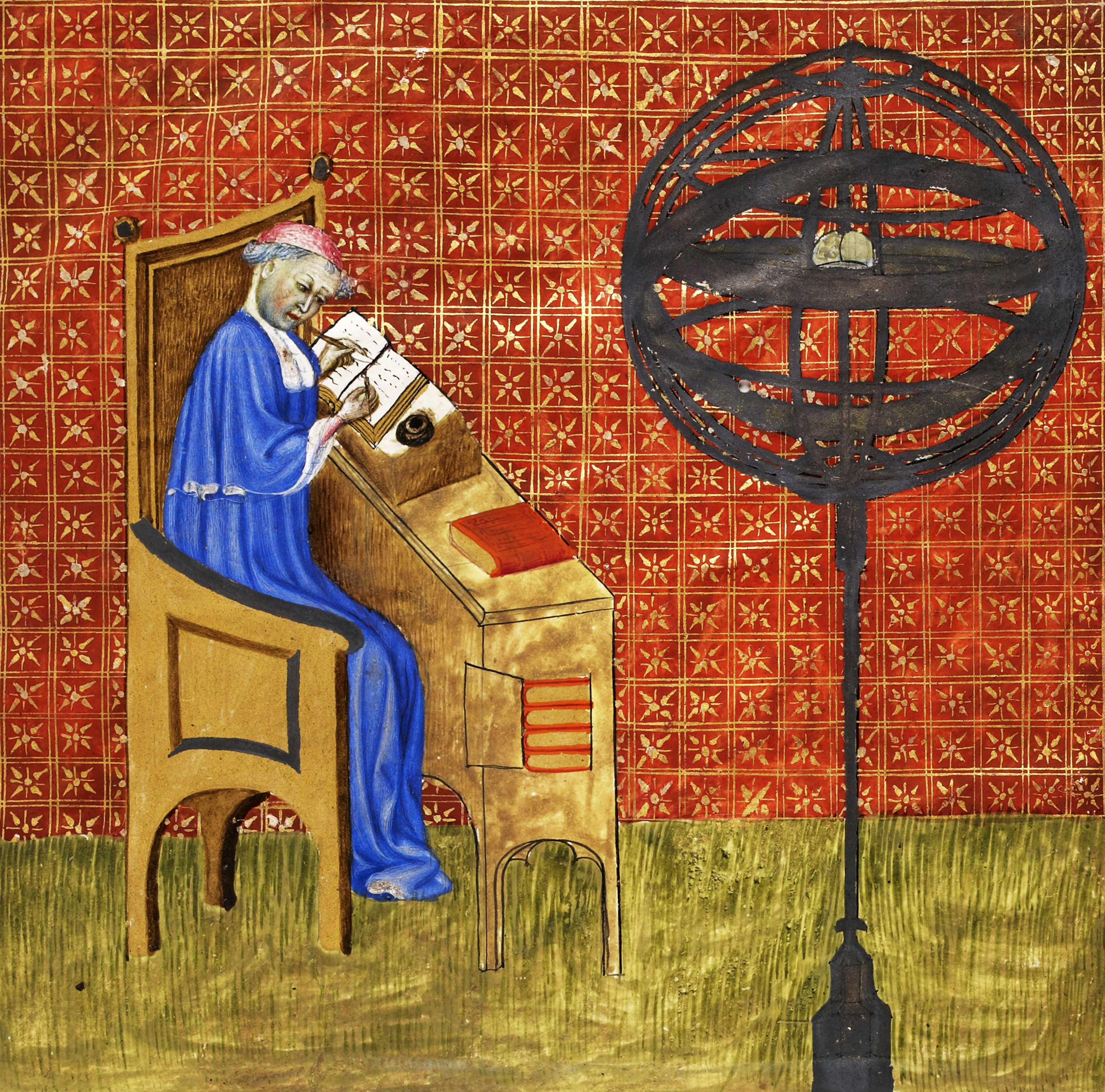
Nicola d'Oresme

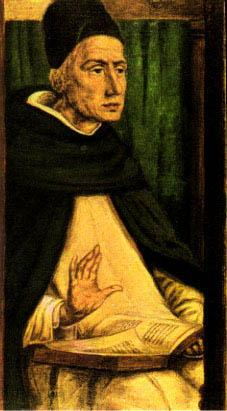
Alberto Magno

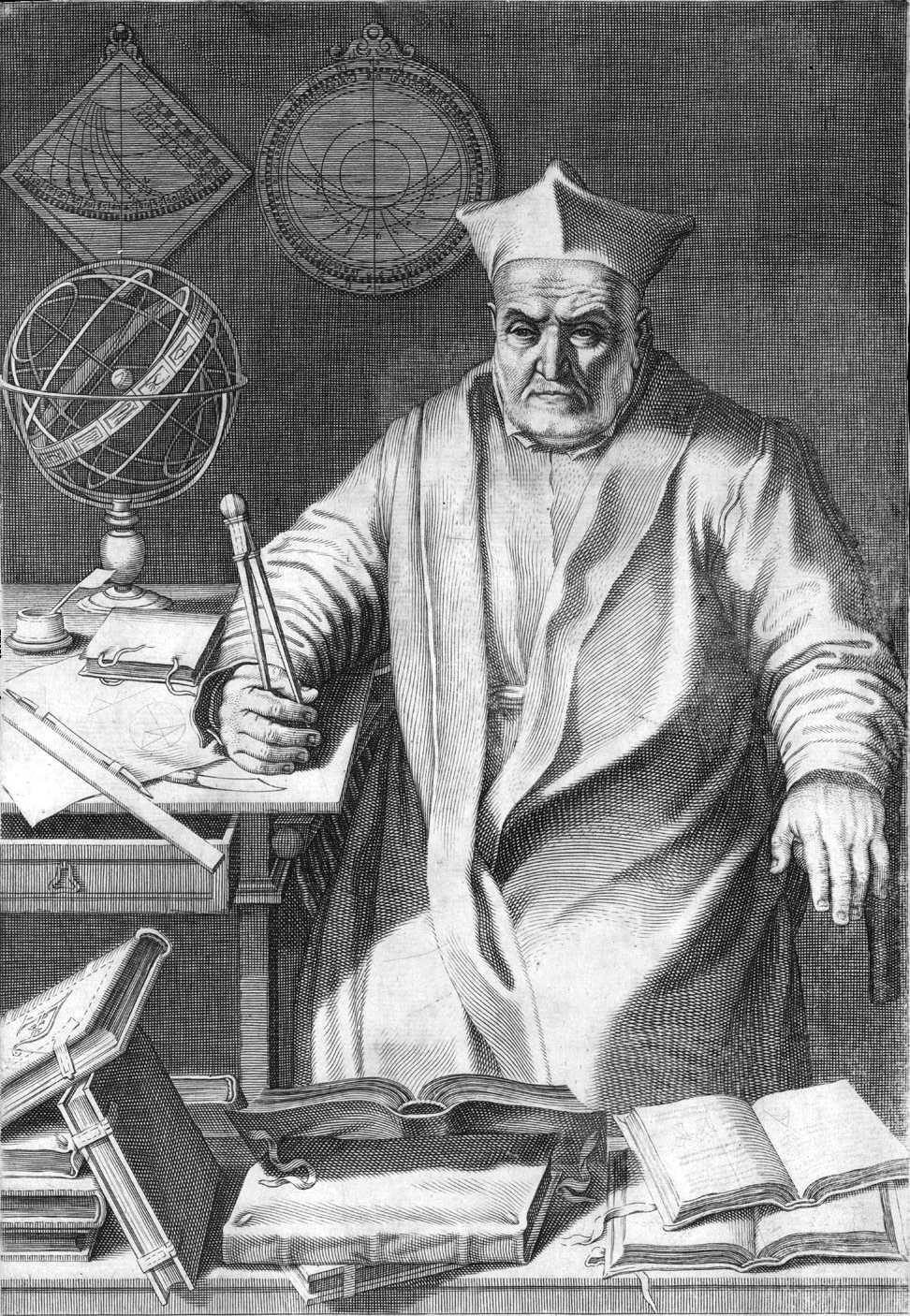
Cristoforo Clavio

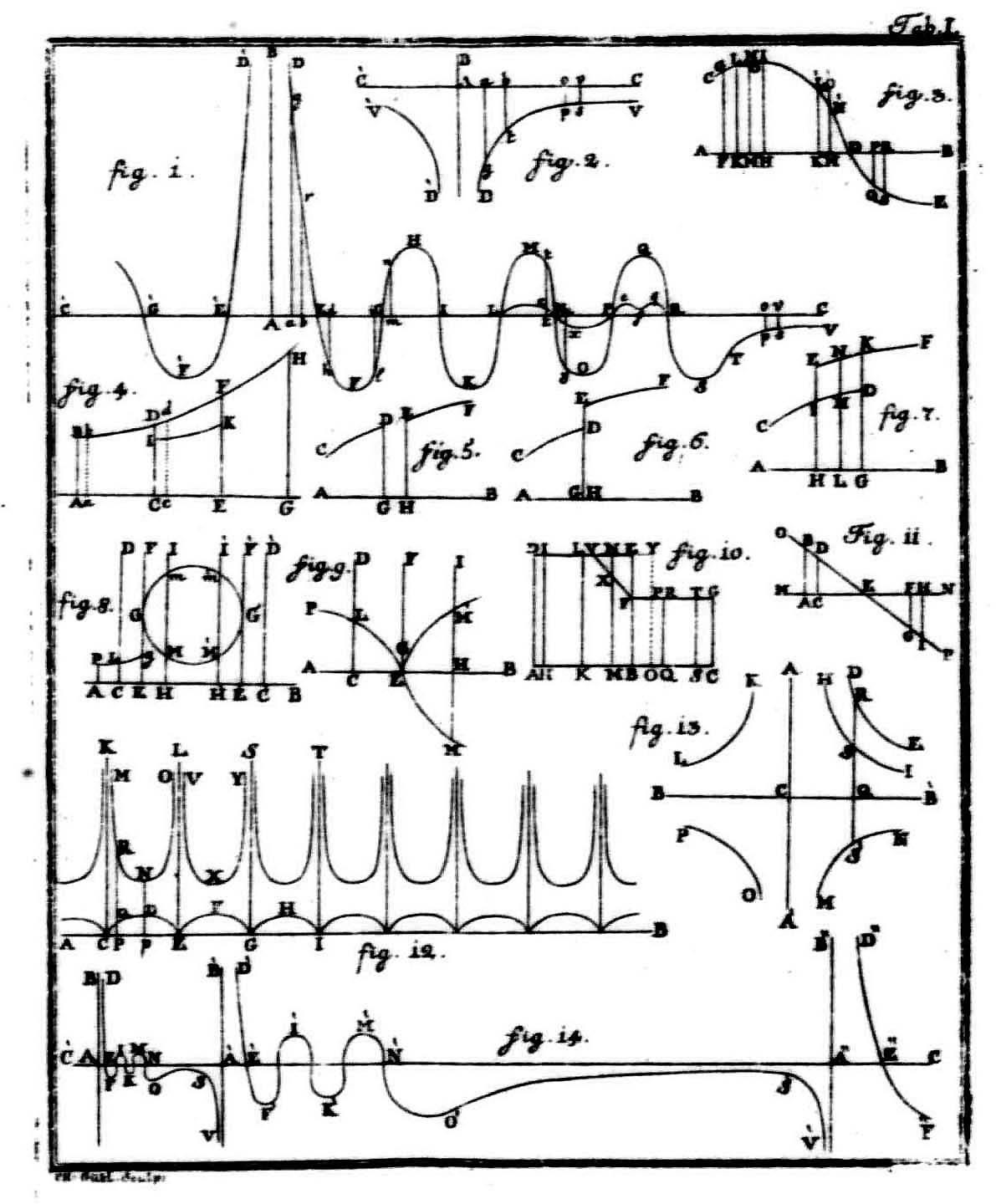
Prima pagina della Theoria Philosophiæ Naturalis di Boscovich

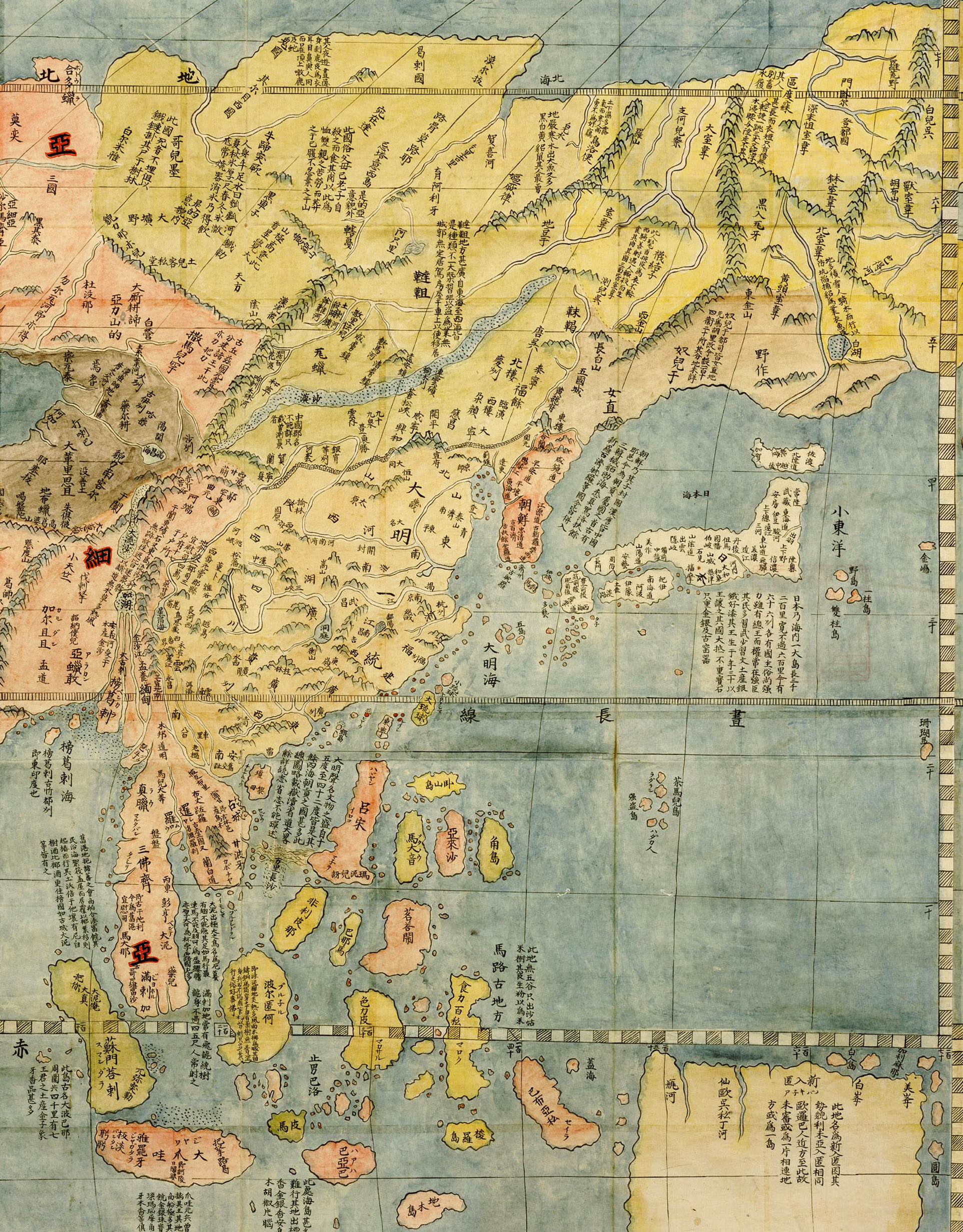
Mappa dell'Estremo Oriente di Matteo Ricci nel 1602

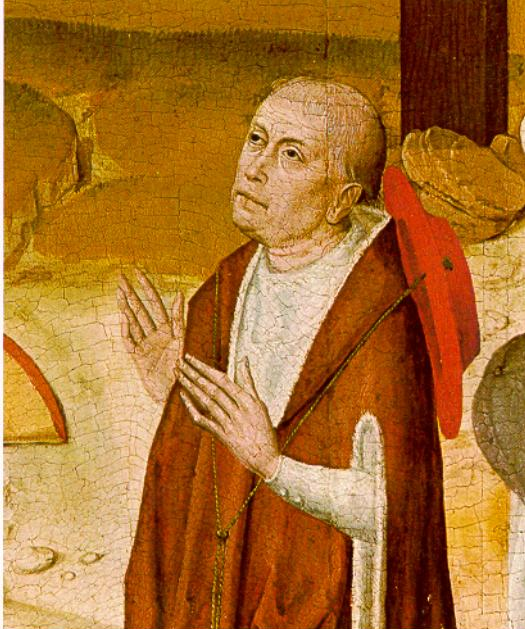
Nicola Cusano

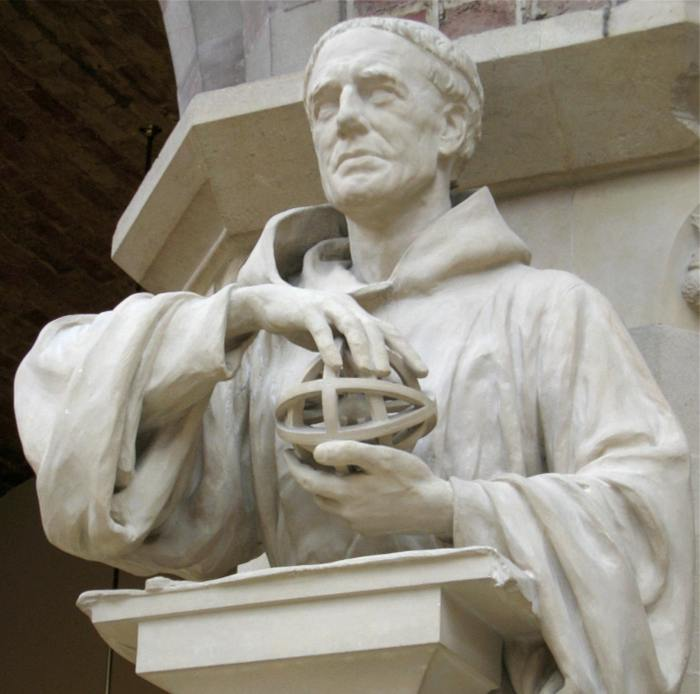
Statua di Ruggero Bacone nell'Oxford University Museum

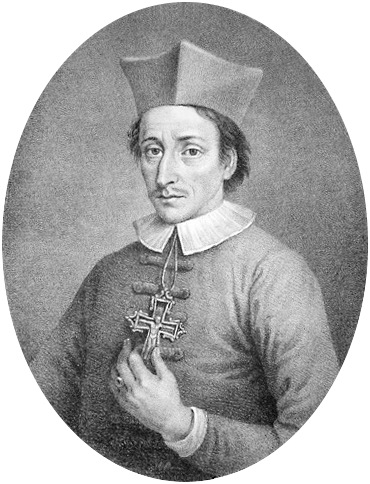
Niccolò Stenone

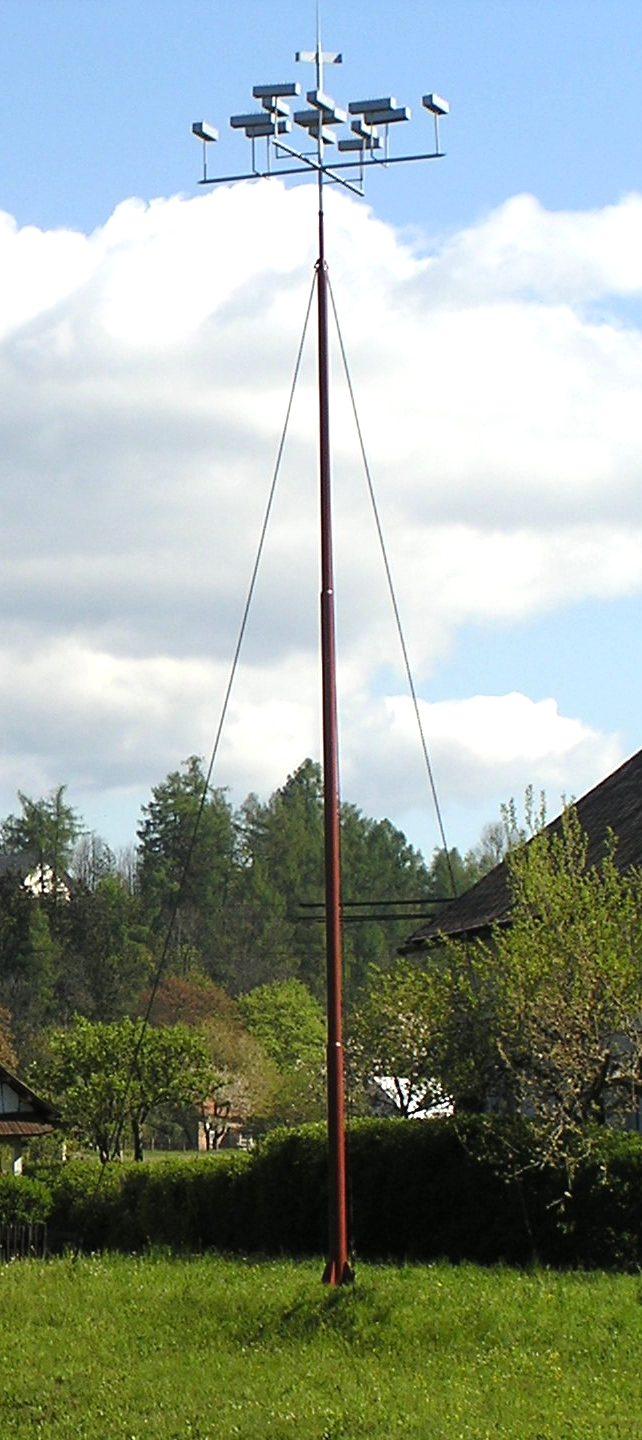
La machina meteorologica, inventata da Václav Prokop Diviš, funzionava come un parafulmine

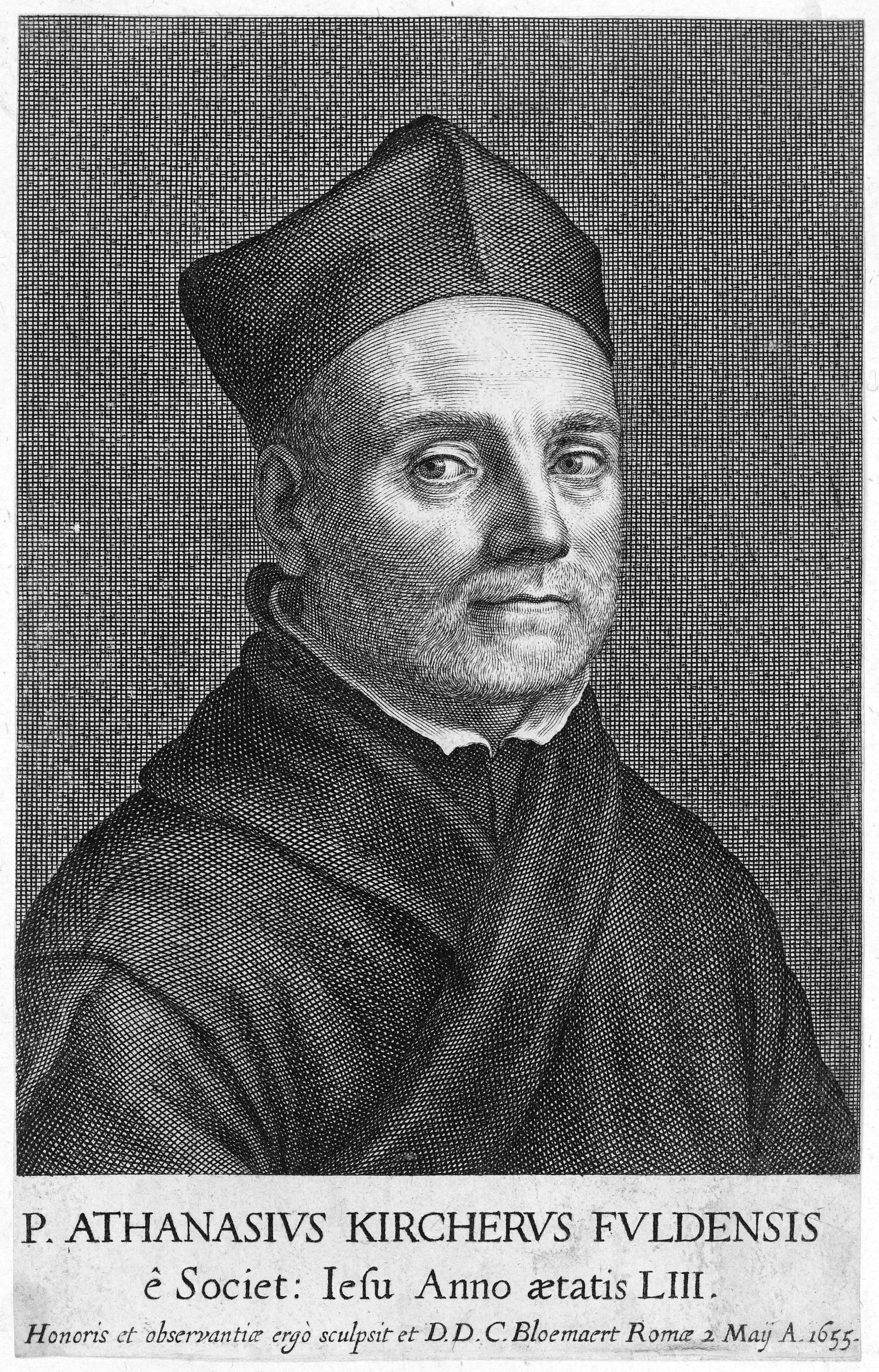
Athanasius Kircher

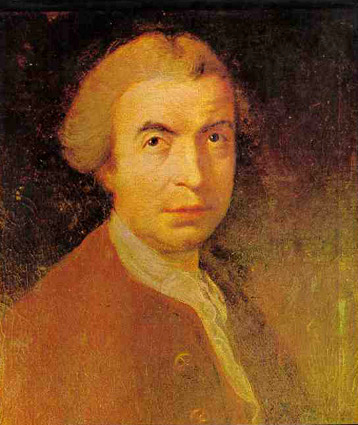
Ruggero Boscovich

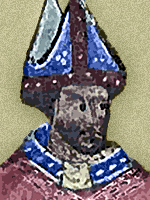
Roberto Grossatesta

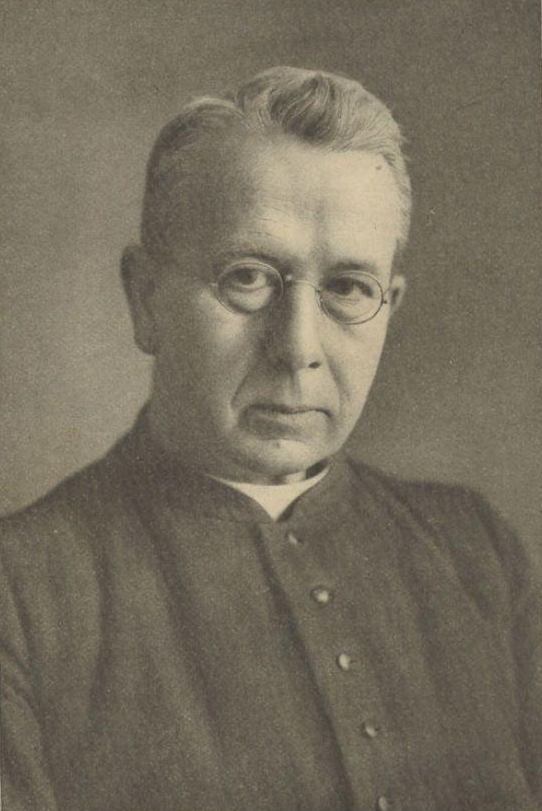
Johann Stein

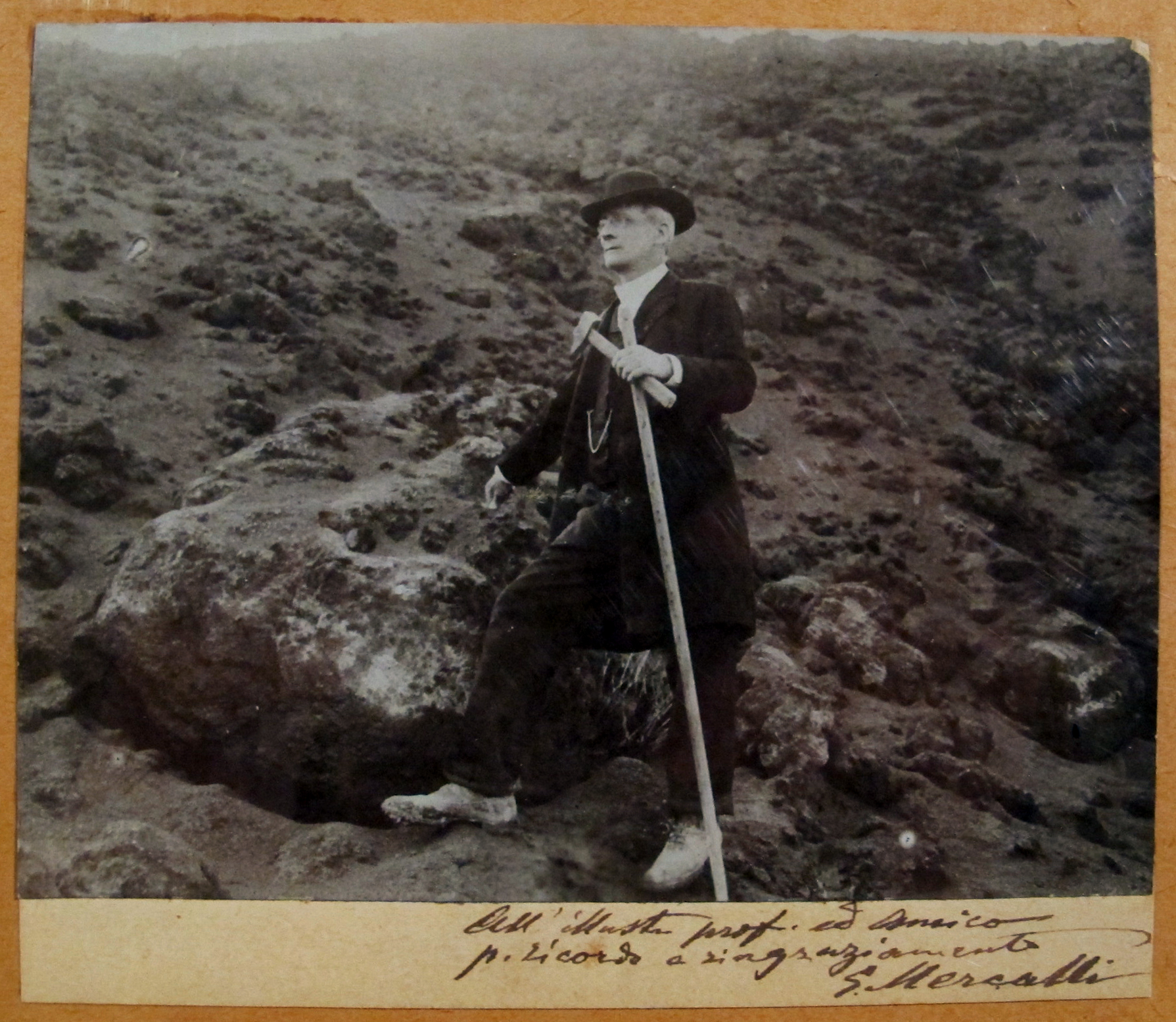
Giuseppe Mercalli

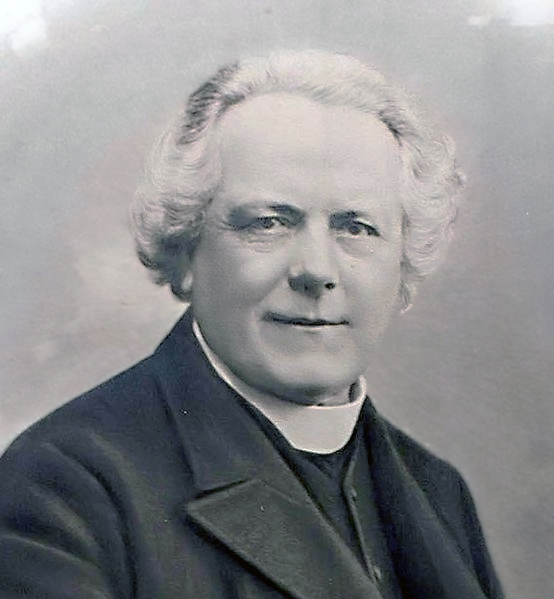
Antonio Stoppani

- José de Acosta (1539-1600) - Missionario e naturalista gesuita che scrisse una delle prime descrizioni dettagliate e realistiche del nuovo mondo.[5]
- François d'Aguilon (1567–1617) - Matematico, architetto e fisico gesuita belga, che ha lavorato sull'ottica.
- Lorenzo Albacete (1941–2014) - sacerdote, fisico e teologo.
- Alberto di Castiglia (1460-1522 circa) - Sacerdote e storico domenicano.
- Alberto di Sassonia (filosofo) (c. 1320-1390) - Vescovo tedesco noto per i suoi contributi alla logica e alla fisica; con Buridan ha contribuito a sviluppare la teoria che è stata un precursore della moderna teoria dell'inerzia[6]
- Alberto Magno (c. 1206-1280) - frate domenicano e vescovo di Ratisbona, descritto come "uno dei più famosi precursori della scienza moderna nell'alto medioevo".[7] Patrono delle scienze naturali; Lavora in fisica, logica, metafisica, biologia e psicologia.
- Giulio Aleni (1582–1649) - teologo, astronomo e matematico gesuita; fu inviato in Estremo Oriente come missionario e adottò nome e usanze cinesi; ha scritto 25 libri, tra cui una cosmografia e una vita di Gesù in cinese.
- José María Algué (1856-1930) - sacerdote e meteorologo che ha inventato il barociclonometro.[8]
- José Antonio de Alzate y Ramírez (1737–1799) - sacerdote, scienziato, storico, cartografo e meteorologo che scrisse più di trenta trattati su una varietà di argomenti scientifici.
- Bartholomeus Amicus (1562-1649) - Il gesuita che ha scritto include la filosofia aristotelica, la matematica, l'astronomia e il concetto di vuoto e il suo rapporto con Dio.
- Stefano degli Angeli (1623–1697) - gesuato (da non confondere con gesuita), filosofo e matematico, noto per il suo lavoro sui precursori del calcolo infinitesimale.
- Pierre Ango (1640–1694) - Scienziato gesuita che ha pubblicato un libro sull'ottica.
- Francesco Castracane degli Antelminelli (1817–1899) - sacerdote e botanico che fu uno dei primi a introdurre la microfotografia nello studio della biologia.[9]
- Giovanni Antonelli (1818–1872) - sacerdote e astronomo che fu direttore dell'Osservatorio Ximeniano di Firenze.
- Nicolò Arrighetti (1709–1767) - Gesuita che scrisse trattati su luce, calore ed elettricità.
- Mariano Artigas (1938–2006) – Fisico, filosofo e teologo spagnolo.
- Giuseppe Asclepi (1706–1776) - astronomo e medico gesuita che servì come direttore dell'osservatorio del Collegio Romano; a lui prende il nome il cratere lunare Asclepi.
- Nicanor Austriaco - Microbiologo domenicano, professore associato di biologia e professore di teologia al Providence College, nonché capo ricercatore presso il Laboratorio Austriaco.

### B
- Ruggero Bacone (1214-1294 circa) - Frate francescano che ha dato contributi significativi alla matematica e all'ottica ed è stato descritto come un precursore del metodo scientifico moderno.[10]
- Bernardino Baldi (1533–1617) - abate, matematico e scrittore.
- Eugenio Barsanti (1821–1864) – Scolopio, possibile inventore del motore a scoppio.[11]
- Daniello Bartoli (1608–1685) - Bartoli e il collega astronomo gesuita Niccolò Zucchi sono accreditati come probabilmente i primi a osservare le cinture equatoriali del pianeta Giove.[12]
- Joseph Bayma (1816–1892) - Gesuita noto per il suo lavoro in stereochimica e matematica.
- Giovanni Battista Beccaria (1716–1781) - Scolopio, fisico, insegnante di Joseph-Louis Lagrange, Luigi Galvani e Alessandro Volta, corrispondente di Benjamin Franklin.
- Giacopo Belgrado (1704–1789) - Gesuita professore di matematica e fisica e matematico di corte che ha svolto lavori sperimentali sull'elettricità.
- Michel Benoist (1715–1774) - missionario in Cina e scienziato.
- Mario Bettinus (1582–1657) - Filosofo, matematico e astronomo gesuita; cratere lunare Bettinus a lui intitolato.
- Giuseppe Biancani (1566–1624) - astronomo, matematico e selenografo gesuita, da cui prende il nome il cratere Blancanus sulla Luna.
- Jacques de Billy (1602–1679) - Gesuita che ha prodotto una serie di risultati nella teoria dei numeri che hanno preso il suo nome; pubblicò diverse tavole astronomiche; il cratere lunare Billy prende il nome da lui.
- Paolo Boccone (1633–1704) - Botanico cistercense che ha contribuito nei campi della medicina e della tossicologia.
- Bernard Bolzano (1781–1848) - sacerdote, matematico e logico i cui altri interessi includevano metafisica, idee, sensazione e verità.
- Anselmus de Boodt (1550–1632) - canonico, fu tra i fondatori della mineralogia.
- Teodorico Borgognoni (1205–1298) - frate domenicano, vescovo di Cervia e chirurgo medievale che diede importanti contributi alla pratica antisettica e agli anestetici.
- Thomas Borgmeier (1892–1975) - Sacerdote ed entomologo di origine tedesca che ha lavorato in Brasile.
- Cristoforo Borri (1583–1632) - Matematico e astronomia gesuita che fece osservazioni sulla variazione magnetica della bussola.
- Ruggero Giuseppe Boscovich (1711–1787) - Poliedrico gesuita croato noto per i suoi contributi alla moderna teoria atomica e all'astronomia e per aver ideato forse la prima procedura geometrica per determinare l'equatore di un pianeta rotante da tre osservazioni di una caratteristica della superficie e per calcolare l'orbita di un pianeta da tre osservazioni della sua posizione.[13]
- Joachim Bouvet (1656–1730) - sinologo e cartografo gesuita che ha svolto il suo lavoro in Cina.
- Michał Boym (c. 1612-1659) - Gesuita che fu uno dei primi occidentali a viaggiare nella Cina continentale e autore di numerose opere sulla fauna, la flora e la geografia asiatiche.
- Thomas Bradwardine (c. 1290-1349) - Arcivescovo di Canterbury e matematico che ha contribuito a sviluppare il teorema della velocità media; uno degli "Oxford Calculators".
- Martin Stanislaus Brennan (1845-1927) - sacerdote e astronomo che ha scritto diversi trattati sulla scienza.
- Henri Breuil (1877–1961) - sacerdote, archeologo, antropologo, etnologo e geologo.
- Jan Brożek (1585–1652) - Canonico polacco, poliedrico, matematico, astronomo e medico; il più importante matematico polacco del XVII secolo.
- Pádraig de Brún (1889–1960) - Sacerdote, matematico, poeta e studioso classico irlandese; è stato professore di matematica al St. Patrick's College, Maynooth, presidente dell'University College di Galway e presidente del Consiglio del Dublin Institute for Advanced Studies
- Louis-Ovide Brunet (1826–1876) - sacerdote, uno dei padri fondatori della botanica canadese.
- Ismael Bullialdus (1605–1694) - sacerdote, astronomo e membro della Royal Society; il cratere Bullialdus è chiamato così in suo onore.
- Giovanni Buridano (1300 circa - dopo il 1358) - sacerdote che formulò le prime idee di quantità di moto e moto inerziale e gettò i semi della rivoluzione copernicana in Europa
- Roberto Busa (1913–2011) - Gesuita, ha scritto una lemmatizzazione delle opere complete di Tommaso d'Aquino (Index Thomisticus) successivamente digitalizzata da IBM.

### C
- Niccolò Cabeo (1586–1650) - matematico gesuita; il cratere Cabeus è chiamato in suo onore.
- Nicholas Callan (1799–1846) - sacerdote e scienziato irlandese meglio conosciuto per il suo lavoro sulla bobina di induzione.
- Luca de Samuele Cagnazzi (1764–1852) - arcidiacono, matematico, economista politico e inventore del tonografo.
- Giovanni da Kęty (1390–1473) - sacerdote e fisico matematico buridanista che sviluppò ulteriormente la teoria dell'impeto.
- Jean Baptiste Carnoy (1836–1899) - sacerdote, è stato definito il fondatore della scienza della citologia.[14]
- Giovanni da Casale (morto nel 1375 circa) - Frate francescano che ha fornito un'analisi grafica del moto dei corpi accelerati.
- Paolo Casati (1617–1707) - Matematico gesuita che scrisse di astronomia, meteorologia e vuoto; a lui è intitolato il cratere Casatus sulla Luna; pubblicò Terra machinis mota (1658), un dialogo tra Galileo, Paul Guldin e padre Marin Mersenne su cosmologia, geografia, astronomia e geodesia, dando un'immagine positiva di Galileo 25 anni dopo la sua condanna.
- Laurent Cassegrain (1629–1693) - sacerdote che fu il probabile ispiratore del nome della tipologia di telescopio Cassegrain; il cratere Cassegrain sulla Luna prende il nome da lui.
- Louis Bertrand Castel (1688–1757) - Fisico gesuita francese che ha lavorato sulla gravità e l'ottica in un contesto cartesiano.
- Benedetto Castelli (1578–1643) - matematico benedettino; amico e sostenitore di lunga data di Galileo Galilei, che fu suo maestro; scrisse un importante lavoro sui fluidi in movimento.
- Bonaventura Cavalieri (1598–1647) - gesuato (da non confondere con gesuita) noto per il suo lavoro sui problemi dell'ottica e del moto, il lavoro sui precursori del calcolo infinitesimale e l'introduzione dei logaritmi in Italia; il suo principio di geometria anticipava in parte il calcolo integrale; il cratere lunare Cavalerius è chiamato in suo onore.
- Antonio José Cavanilles (1745–1804) - sacerdote e importante botanico tassonomico spagnolo del XVIII secolo.
- Francesco Cetti (1726–1778) - zoologo e matematico gesuita.
- Tommaso Ceva (1648–1737) - matematico, poeta e professore gesuita che scrisse trattati di geometria, gravità e aritmetica.
- Cristoforo Clavio (1538-1612) - matematico e astronomo tedesco, più noto in relazione al calendario gregoriano, i suoi libri di aritmetica furono usati da molti matematici tra cui Leibniz e Descartes.
- Gaston-Laurent Coeurdoux (1691–1779) - Etnologo e filologo gesuita che compose il primo trattato di indologia.
- Guy Consolmagno (1952–) - astronomo gesuita e scienziato planetario, in servizio come direttore dell'Osservatorio Vaticano.
- Nicolaus Copernicus (1473–1543) - astronomo e canonico rinascimentale famoso per la sua cosmologia eliocentrica che mise in moto la rivoluzione copernicana.
- Vincenzo Coronelli (1650–1718) - cosmografo, cartografo, enciclopedista e produttore di globi francescani.
- Bonaventura Corti (1729–1813) - biologo e fisico italiano che fece osservazioni microscopiche su Tremel, rotiferi e alghe.
- George Coyne (1933–2020) - astronomo gesuita ed ex direttore dell'Osservatorio Vaticano i cui interessi di ricerca sono stati negli studi polarimetrici di varie materie, comprese le galassie di Seyfert.
- James Cullen (1867-1933) - matematico gesuita che ha pubblicato quelli che oggi sono noti come numeri di Cullen nella teoria dei numeri.
- James Curley (astronomo) (1796–1889) - gesuita, primo direttore dell'Osservatorio di Georgetown e determinò la latitudine e la longitudine di Washington, DC.
- Albert Curtz (1600–1671) - astronomo gesuita che ha ampliato le opere di Tycho Brahe e ha contribuito alla prima comprensione della luna; da lui prende il nome il cratere Curtius sulla Luna.
- Johann Baptist Cysat (1587–1657) - matematico e astronomo gesuita, da cui prende il nome il cratere lunare Cysatus; pubblicò il primo libro europeo stampato sul Giappone; uno dei primi a utilizzare il telescopio di nuova concezione; ha svolto importanti ricerche sulle comete e sulla nebulosa di Orione.
- Jean-Baptiste Chappe d'Auteroche (1722–1769) - sacerdote e astronomo meglio conosciuto per le sue osservazioni sui transiti di Venere.

### D
- Ignazio Danti (1536–1586) - matematico, astronomo, cosmografo e cartografo domenicano.
- Armand David (1826-1900) - Sacerdote, zoologo e botanico lazzarista che ha svolto un lavoro importante in questi campi in Cina.
- Francesco Denza (1834–1894) - meteorologo, astronomo barnabita e direttore della Specola Vaticana.
- Václav Prokop Diviš (1698–1765) - sacerdote ceco che studiò i fenomeni elettrici e costruì, tra le altre invenzioni, il primo strumento musicale elettrificato della storia.
- Johann Dzierzon (1811–1906) - sacerdote e apicoltore pioniere che scoprì il fenomeno della partenogenesi tra le api e progettò il primo alveare a telaio mobile di successo; è stato descritto come il "padre dell'apicoltura moderna".

### F
- Francesco Faà di Bruno (c. 1825–1888) - sacerdote e matematico beatificato da Papa Giovanni Paolo II.
- Honoré Fabri (1607–1688) - Matematico e fisico gesuita.
- Jean-Charles della Faille (1597–1652) - matematico gesuita che determinò per la prima volta il centro di gravità del settore di un cerchio.
- Gabriele Falloppio (1523–1562) – canonico e uno dei più importanti anatomisti e medici del Cinquecento; le tube di Falloppio, che si estendono dall'utero alle ovaie, prendono il nome da lui.
- Gyula Fényi (1845-1927) - astronomo gesuita e direttore dell'Osservatorio Haynald; noto per le sue osservazioni del sole; a lui prende il nome il cratere Fényi sulla Luna.
- Louis Feuillée (1660–1732) - minimo esploratore, astronomo, geografo e botanico.
- Kevin T. FitzGerald (1955–) - biologo molecolare americano e detiene la cattedra del Dr. David Lauler in Catholic Health Care Ethics presso la Georgetown University.
- Placido Fixlmillner (1721–1791) - sacerdote benedettino e uno dei primi astronomi a calcolare l'orbita di Urano.
- Paolo Frisi (1728–1784) - sacerdote, matematico e astronomo che ha svolto un lavoro significativo nell'idraulica.
- José Gabriel Funes (1963–) - astronomo gesuita ed ex direttore dell'Osservatorio Vaticano.
- Lorenzo Fazzini (1787–1837) – sacerdote e fisico nato a Vieste e operante a Napoli.

### G
- Joseph Galien (1699 - c.1762) - professore domenicano che scrisse di aeronautica, grandinate e dirigibili.
- Jean Gallois (1632–1707) - Studioso francese, abate e membro dell'Académie des Sciences.
- Leonardo Garzoni (1543–1592) - filosofo naturale gesuita; autore del primo esempio conosciuto di trattazione moderna dei fenomeni magnetici.
- Pierre Gassendi (1592–1655) - sacerdote, astronomo e matematico francese che pubblicò i primi dati sul transito di Mercurio; progetto intellettuale più noto ha tentato di conciliare l'atomismo epicureo con il cristianesimo.
- Antoine Gaubil (1689–1759) - astronomo francese che fu direttore generale del Collegio degli interpreti alla corte cinese tra il 1741 e il 1759 e informazioni centralizzate fornite dagli osservatori gesuiti di tutto il mondo.
- Agostino Gemelli (1878–1959) - medico e psicologo francescano; fondò l'Università Cattolica del Sacro Cuore di Milano.
- Giuseppe Gianfranceschi (1875–1934) - fisico gesuita italiano; primo direttore della Radio Vaticana.
- Niccolò Gianpriamo (1686–1759) - gesuita, missionario e astronomo italiano.
- Giuseppe Maria Giovene (1753–1837) - arciprete, naturalista, meteorologo, agronomo ed entomologo italiano.
- Johannes von Gmunden (circa 1380-1442) - canonico, matematico e astronomo che compilò tavole astronomiche; l'Asteroide 15955 Johannesgmunden è stato denominato in suo onore.
- Carlos de Sigüenza y Góngora (1645–1700) - sacerdote, poliedrico, matematico, astronomo e cartografo; disegnò la prima mappa di tutta la Nuova Spagna.
- Gilles-François de Gottignies (1630–1689) - matematico e astronomo gesuita belga.
- Andrew Gordon (1712–1751) - Monaco, sacerdote, fisico e inventore benedettino che realizzò il primo motore elettrico.
- Giovanni Antonio Grassi (1775–1849) - astronomo gesuita che calcolò la longitudine di Washington, DC.
- Orazio Grassi (1583–1654) - matematico, astronomo e architetto gesuita; in polemica con Galileo in materia di comete.
- Christoph Grienberger (1561–1636) - astronomo gesuita da cui prende il nome il cratere Gruemberger sulla Luna; verificato la scoperta delle lune di Giove da parte di Galileo.
- Francesco Maria Grimaldi (1618–1663) - gesuita che scoprì la diffrazione della luce (in effetti coniò il termine "diffrazione"), indagò sulla caduta libera degli oggetti e costruì e usò strumenti per misurare le caratteristiche geologiche sulla luna.
- Robert Grossateste (circa 1175 - 1253) - vescovo, uno degli uomini più informati del Medioevo; è stato definito "il primo uomo in assoluto a scrivere una serie completa di passaggi per eseguire un esperimento scientifico".[15]
- Johann Grueber (1623–1680) - missionario gesuita e astronomo in Cina.
- Paul Guldin (1577–1643) - matematico e astronomo gesuita che scoprì il teorema di Guldinus per determinare la superficie e il volume di un solido di rivoluzione.
- Bartolomeu de Gusmão (1685–1724) - gesuita noto per i suoi primi lavori sulla progettazione di dirigibili più leggeri dell'aria.

### H
- Johann Georg Hagen (1847-1930) - direttore gesuita degli Osservatori di Georgetown e Vaticani; il cratere Hagen sulla Luna prende il nome da lui.
- Frank Haig (1928–) - professore di fisica americano.
- Nicholas Halma (1755–1828) - abate, matematico e traduttore francese.
- Jean-Baptiste du Hamel (1624–1706) - sacerdote francese, filosofo naturale e segretario dell'Academie Royale des Sciences.
- René Just Haüy (1743–1822) - sacerdote noto come il padre della cristallografia.
- Maximilian Hell (1720–1792) - astronomo gesuita e direttore dell'Osservatorio di Vienna che scrisse tavole astronomiche e osservò il transito di Venere; il cratere Hell on the Moon prende il nome da lui.
- Michał Heller (1936–) - sacerdote polacco, vincitore del Premio Templeton e prolifico scrittore su numerosi argomenti scientifici.
- Lorenz Hengler (1806–1858) - prete spesso accreditato come l'inventore del pendolo orizzontale.
- Ermanno il Contratto (1013–1054) - storico benedettino, teorico musicale, astronomo e matematico.
- Lorenzo Hervás y Panduro (1735–1809) - filologo gesuita e scopritore della famiglia linguistica austronesiana.
- Pierre Marie Heude (1836-1902) - missionario gesuita e zoologo che ha studiato la storia naturale dell'Asia orientale.
- Franz von Paula Hladnik (1773–1844) - sacerdote e botanico che scoprì diversi nuovi tipi di piante e alcuni generi prendono il nome da lui.
- Giovanni Battista Hodierna (1597–1660) - sacerdote e astronomo che catalogò oggetti nebulosi e sviluppò un primo microscopio.
- Johann Baptiste Horvath (1732–1799) - fisico ungherese che insegnò fisica e filosofia all'Università di Tyrnau, poi di Buda, e scrisse molti libri di testo newtoniani.
- Victor-Alphonse Huard (1853-1929) - sacerdote, naturalista, educatore, scrittore e promotore delle scienze naturali.

### I
- Maximus von Imhof (1758–1817) - fisico agostiniano tedesco e direttore dell'Accademia delle scienze di Monaco.
- Giovanni Inghirami (1779–1851) - astronomo scolopio italiano a cui è intitolata una valle sulla luna e un cratere.

### J
- Frans Alfons Janssens (1865-1924) - sacerdote cattolico e scopritore dell'incrocio di geni durante la meiosi, che chiamò "chiasmatypie".
- François Jacquier (1711–1788) - matematico e fisico francescano; alla sua morte era legato a quasi tutte le grandi società scientifiche e letterarie d'Europa.
- Stanley Jaki (1924–2009) - sacerdote benedettino e prolifico scrittore che ha scritto sul rapporto tra scienza e teologia.
- Ányos Jedlik (1800–1895) - ingegnere, fisico e inventore benedettino; considerato da ungheresi e slovacchi il padre non celebrato della dinamo e del motore elettrico.

### K
- Georg Joseph Kamel (1661–1706) - missionario e botanico gesuita che fondò la prima farmacia nelle Filippine; il genere Camellia prende il nome da lui.
- Eusebio Francesco Chini (1645–1711) - missionario gesuita, matematico, astronomo e cartografo; disegnò mappe basate sulle sue esplorazioni mostrando prima che la California non era un'isola, come si credeva allora; pubblicò un trattato astronomico a Città del Messico sulle sue osservazioni della cometa Kirsch
- Otto Kippes (1905–1994) - sacerdote riconosciuto per il suo lavoro nei calcoli dell'orbita degli asteroidi; l'asteroide della fascia principale 1780 Kippes è stato chiamato così in suo onore.
- Athanasius Kircher (1602–1680) - gesuita che è stato definito il padre dell'egittologia e "Maestro delle cento arti"; ha scritto un'enciclopedia della Cina; una delle prime persone ad osservare i microbi attraverso un microscopio; nel suo Scrutinium Pestis del 1658 notò la presenza di "piccoli vermi" o "animalcules" nel sangue, e concluse che la malattia era causata da microrganismi; questo è antecedente alla teoria dei germi.
- Wenceslas Pantaleon Kirwitzer (1588–1626) - astronomo gesuita e missionario in Cina che pubblicò osservazioni di comete
- Jan Krzysztof Kluk (1739–1796) - sacerdote, agronomo, naturalista ed entomologo che ha scritto un'opera in più volumi sulla vita animale polacca.
- Marian Wolfgang Koller (1792–1866) - professore benedettino che scrisse di astronomia, fisica e meteorologia.
- Franz Xaver Kugler (1862-1929) - chimico, matematico e assiriologo gesuita, noto soprattutto per i suoi studi sulle tavolette cuneiformi e sull'astronomia babilonese.

### L
- Raimondo Lullo (c.1232 - c.1315) - scrittore e filosofo maiorchino, logico e terziario francescano considerato un pioniere della teoria del calcolo.
- Nicolas-Louis de Lacaill (1713–1762) - diacono e astronomo francese noto per la catalogazione di stelle, oggetti nebulosi e costellazioni.
- Joseph-Clovis-Kemner Laflamme (1849-1910) - presidente di mineralogia e geologia all'Université Laval, presidente della Royal Society of Canada dal 1891 al 1892 e cavaliere della Légion d'honneur.
- Eugene Lafont (1837-1908) - fisico gesuita, astronomo e fondatore della prima società scientifica in India.
- Antoine de Lalouvère (1600–1664) - gesuita e primo matematico a studiare le proprietà dell'elica.
- Bernard Lamy (1640–1715) - filosofo e matematico oratoriano che scrisse sul "parallelogramma delle forze".
- Dámaso Antonio Larrañaga (1771–1848) - sacerdote, naturalista e botanico uruguaiano che ha dato importanti contributi a queste discipline scientifiche. Ha avuto un'influenza decisiva dietro la fondazione della Biblioteca Nazionale dell'Uruguay e dell'Università Nazionale dell'Uruguay . Il suo volto compare sulle banconote da 2000 pesos uruguaiani.
- Pierre André Latreille (1762–1833) - sacerdote ed entomologo le cui opere che descrivono gli insetti hanno assegnato molti dei taxa di insetti ancora in uso oggi.
- Georges Lemaître (1894–1966) - sacerdote belga e padre della teoria del Big Bang.
- Émile Licent (1876–1952) - gesuita francese formatosi come storico naturale; ha trascorso più di 25 anni di ricerca a Tianjin, in Cina.
- Joseph Liesganig (1719–1799) - astronomo e geodeta austriaco che gestì l'osservatorio dei gesuiti a Vienna tra il 1756 e il 1773.
- Thomas Linacre (1460-1524 circa) - sacerdote, umanista, traduttore e medico inglese.
- Francis Line (1595–1675) - gesuita e costruttore di orologi e meridiane, fu in disaccordo con alcune delle scoperte di Newton e Boyle.
- Juan Caramuel y Lobkowitz (1606–1682) - cistercense che scrisse su una varietà di argomenti scientifici, inclusa la teoria della probabilità
- João de Loureiro (1717–1791) - matematico e botanico portoghese attivo in Cocincina.

### M
- Jean Mabillon (1632–1707) - monaco e studioso benedettino, considerato il fondatore della paleografia e della diplomatica
- James B. Macelwane (1883–1956) - sismologo gesuita che ha contribuito con un volume al primo libro di testo sulla sismologia in America
- John MacEnery (1797–1841) - archeologo che ha studiato i resti paleolitici a Kents Cavern
- Manuel Magri (1851–1907) - etnografo, archeologo e scrittore gesuita; uno dei pionieri di Malta in archeologia
- Emmanuel Maignan (1601–1676) - fisico minimo e professore di medicina che ha pubblicato lavori su gnomonica e prospettiva
- Christopher Maire (1697–1767) - astronomo e matematico gesuita che ha collaborato con Roger Boscovich ai calcoli dell'arco di meridiano
- Pál Makó (1724–1793) - matematico e fisico ungherese che insegnò matematica, fisica sperimentale e meccanica al Theresianum di Vienna e partecipò alla preparazione della Ratio educationis (1777), che riformò il sistema di insegnamento imperiale nello spirito di Illuminismo.
- Charles Malapert (1581–1630) - scrittore gesuita, astronomo e sostenitore della cosmologia aristotelica; noto anche per le osservazioni delle macchie solari, della superficie lunare e del cielo australe; a lui è intitolato il cratere Malapert sulla Luna
- Nicolas Malebranche (1638–1715) - filosofo oratoriano che studiò fisica, ottica e leggi del moto e diffuse le idee di Descartes e Leibniz
- Marcin di Urzędów (1500-1573 circa) - sacerdote, medico, farmacista e botanico
- Joseph Maréchal (1878–1944) - filosofo e psicologo gesuita
- Edme Mariotte (1620-1684 circa) - sacerdote e fisico che riconobbe la legge di Boyle e scrisse sulla natura del colore
- Francesco Maurolico (1494–1575) - benedettino che diede contributi nei campi della geometria, dell'ottica, delle coniche, della meccanica, della musica e dell'astronomia e diede la prima dimostrazione conosciuta per induzione matematica
- Christian Mayer (1719–1783) - astronomo gesuita noto per aver aperto la strada allo studio delle stelle binarie
- James Robert McConnell (1915–1999) - fisico teorico irlandese, accademico pontificio, monsignore
- Michael C. McFarland (1948–) - informatico americano e presidente del College of the Holy Cross a Worcester, Massachusetts
- Paul McNally (1890–1955) - astronomo gesuita e direttore dell'Osservatorio di Georgetown; il cratere McNally sulla Luna prende il nome da lui
- William W. Meissner (1931–2010) - psichiatra gesuita e teorico psicoanalitico, vincitore dell'Oskar Pfister Award e del William C. Bier Award
- Gregor Mendel (1822–1884) - monaco agostiniano e padre della genetica
- Pietro Mengoli (1626–1686) - sacerdote e matematico che per primo pose il famoso problema di Basilea
- Giuseppe Mercalli (1850-1914) - sacerdote, vulcanologo e direttore dell'Osservatorio del Vesuvio, oggi ricordato soprattutto per la sua scala Mercalli per la misurazione dei terremoti, ancora in uso
- Marin Mersenne (1588–1648) - filosofo, matematico e teorico musicale minimo, cosiddetto "padre dell'acustica"
- Paolo di Middelburg (1446–1534) - vescovo che scrisse sulla riforma del calendario
- Maciej Miechowita (1457–1523) - canonico che scrisse la prima accurata descrizione geografica ed etnografica dell'Europa orientale, oltre a due trattati di medicina
- François-Napoléon-Marie Moigno (1804–1884) - fisico e matematico gesuita; era un espositore di scienza e traduttore piuttosto che un investigatore originale
- Juan Ignacio Molina (1740–1829) - gesuita naturalista, storico, botanico, ornitologo e geografo
- Gerald Molloy (1834-1906) - sacerdote irlandese, professore di filosofia naturale presso (e successivamente rettore della) Università cattolica d'Irlanda ed esperto di elettricità
- Louis Moréri (1643–1680) - sacerdote ed enciclopedista del XVII secolo
- Théodore Moretus (1602–1667) - matematico gesuita e autore delle prime dissertazioni matematiche mai difese a Praga; il cratere lunare Moretus prende il nome da lui.
- Roberto Landell de Moura (1861-1928) - gesuita brasiliano, sviluppo di trasmissioni audio a lunga distanza, utilizzando una varietà di tecnologie, incluso un dispositivo megafono migliorato. fotofono (utilizzando raggi luminosi) e segnali radio.
- Gabriel Mouton (1618–1694) - abate, matematico, astronomo e primo sostenitore del sistema metrico.
- Jozef Murgaš (1864-1929) - sacerdote che ha contribuito alla telegrafia senza fili e ha contribuito a sviluppare le comunicazioni mobili e la trasmissione senza fili di informazioni e voce umana
- José Celestino Mutis (1732–1808) - canonico, botanico e matematico che guidò la Royal Botanical Expedition of the New World

### N
- Bienvenido Nebres (1940–) - matematico filippino, presidente dell'Università Ateneo de Manila e vincitore del premio National Scientist of the Philippines.
- John Needham (1713–1781) - biologo inglese e prete cattolico.
- Antonio Neri (1576–1614) - sacerdote italiano che scrisse il primo grande trattato sulla scienza della lavorazione del vetro.
- Jean-François Niceron (1613–1646) - matematico che studiò l'ottica geometrica.
- Nicola Cusano (1401–1464) - cardinale, filosofo, giurista, matematico, astronomo e uno dei grandi geni e poliedrici del XV secolo.
- Julius Nieuwland (1878-1936) - sacerdote della Santa Croce, noto per i suoi contributi alla ricerca sull'acetilene e per il suo utilizzo come base per un tipo di gomma sintetica, che alla fine portò all'invenzione del neoprene da parte di DuPont.
- Jean Antoine Nollet (1700–1770) - abate, astronomo e fisico che scoprì il fenomeno dell'osmosi nelle membrane naturali.

### O
- Hugo Obermaier (1877-1946) - sacerdote, preistorico e antropologo noto per il suo lavoro sulla diffusione dell'umanità in Europa durante l'era glaciale, nonché per il suo lavoro con l'arte rupestre della Spagna settentrionale.
- Guglielmo di Occam (c.1288 - c.1348) - scolastico francescano che scrisse opere significative di logica, fisica e teologia; noto per il principio del rasoio di Occam.
- Nicola d'Oresme (circa 1323-1382) - uno dei filosofi più famosi e influenti del tardo Medioevo; economista, matematico, fisico, astronomo, filosofo, teologo e vescovo di Lisieux, e traduttore competente; uno dei pensatori più originali del XIV secolo.
- Barnaba Oriani (1752–1832) - geodeta, astronomo e scienziato barnabita il cui più grande successo fu la sua ricerca dettagliata del pianeta Urano; noto anche per il teorema di Oriani.

### P
- Tadeusz Pacholczyk (1965–) - sacerdote, neuroscienziato e scrittore
- Luca Pacioli (c. 1446–1517) - frate francescano che pubblicò diverse opere sulla matematica; spesso considerato il "padre della contabilità".
- Ignace-Gaston Pardies (1636–1673) - Fisico gesuita noto per la sua corrispondenza con Newton e Cartesio.
- Franciscus Patricius (1529–1597) - sacerdote, teorico cosmico, filosofo e studioso del Rinascimento.
- John Peckham (1230–1292) - arcivescovo di Canterbury e primo praticante di scienze sperimentali.
- Nicolas-Claude Fabri de Peiresc (1580–1637) - abate e astronomo che scoprì la Nebulosa di Orione; cratere lunare Peirescius chiamato in suo onore.
- Stephen Joseph Perry (1833–1889) - astronomo gesuita e membro della Royal Society; fece frequenti osservazioni dei satelliti di Giove, delle occultazioni stellari, delle comete, dei meteoriti, delle macchie solari e delle facole.
- Giovanni Battista Pianciani (1784–1862) - matematico e fisico gesuita che stabilì la natura elettrica dell'aurora boreale.
- Giuseppe Piazzi (1746–1826) - matematico e astronomo teatino che scoprì Cerere, oggi noto come il membro più grande della fascia degli asteroidi; ha svolto anche un importante lavoro di catalogazione delle stelle.
- Jean Picard (1620–1682) - sacerdote e prima persona a misurare le dimensioni della Terra con un ragionevole grado di precisione; sviluppò anche quello che divenne il metodo standard per misurare l'ascensione retta di un oggetto celeste; la missione PICARD, un osservatorio solare orbitante, prende il nome in suo onore.
- Edward Pigot (1858-1929) - sismologo e astronomo gesuita
- Alexandre Guy Pingré (1711–1796) - sacerdote astronomo francese e geografo navale; il cratere Pingré sulla Luna prende il nome da lui, così come l'asteroide 12719 Pingré.
- Andrew Pinsent (1966–) - sacerdote la cui ricerca attuale include l'applicazione di intuizioni dall'autismo e dalla cognizione sociale ai resoconti "in seconda persona" della percezione morale e della formazione del carattere; le sue precedenti ricerche scientifiche hanno contribuito all'esperimento DELPHI al CERN.
- Jean-Baptiste-François Pitra (1812–1889) - cardinale benedettino, archeologo e teologo degno di nota per le sue grandi scoperte archeologiche.
- Charles Plumier (1646–1704) - frate considerato uno dei più importanti esploratori botanici del suo tempo.
- Marcin Odlanicki Poczobutt (1728–1810) - astronomo e matematico gesuita; concesso il titolo di astronomo del re; il cratere Poczobutt sulla Luna prende il nome da lui; insegnò astronomia all'Università di Vilna (1764–1808), ne gestì l'osservatorio e fu rettore dell'Università di Vilna tra il 1777 e il 1808.
- Léon Abel Provancher (1820–1892) - sacerdote e naturalista dedito allo studio e alla descrizione della fauna e della flora del Canada; il suo lavoro pionieristico gli valse l'appellativo di "padre della storia naturale in Canada".

### R
- Claude Rabuel (1669-1729) - matematico gesuita che ha analizzato la Géométrie di Cartesio.
- Louis Receveur (1757–1788) - naturalista e astronomo francescano; descritto come il più vicino possibile all'essere un ecologista nel XVIII secolo.
- Franz Reinzer (1661-1708) - gesuita che ha scritto un compendio meteorologico, astrologico e politico approfondito che copre argomenti come comete, meteore, fulmini, venti, fossili, metalli, corpi idrici e tesori sotterranei e segreti della terra
- Louis Rendu (1789–1859) - vescovo che scrisse un importante libro sui meccanismi del moto glaciale; il ghiacciaio Rendu, in Alaska, negli Stati Uniti e il monte Rendu, in Antartide, sono stati battezzati in suo onore.
- Vincenzo Riccati (1707–1775) - matematico e fisico gesuita italiano.
- Matteo Ricci (1552–1610) - uno dei padri fondatori della Jesuit China Mission e coautore del primo dizionario europeo-cinese.
- Giovanni Riccioli (1598–1671) - astronomo gesuita autore dell'Almagestum novum, un'influente enciclopedia di astronomia; la prima persona a misurare la velocità di accelerazione di un corpo in caduta libera; ha creato un selenografo con padre Grimaldi che ora adorna l'ingresso del National Air and Space Museum di Washington, DC; prima di notare che Mizar era una "stella doppia".
- Riccardo di Wallingford (1292–1336) - abate, rinomato orologiaio e uno degli iniziatori della trigonometria occidentale.
- Lluís Rodés i Campderà (circa 1881-1939) - astronomo spagnolo e direttore dell'Osservatorio del Ebro, scrisse El Firmamento.
- Johannes Ruysch (1460-1533 circa) - sacerdote, esploratore, cartografo e astronomo che ha creato la seconda rappresentazione stampata più antica conosciuta del Nuovo Mondo.

### S
- Giovanni Girolamo Saccheri (1667–1733) - matematico e geometra gesuita che fu forse il primo europeo a scrivere di geometria non euclidea.
- Giovanni Sacrobosco (c.1195 - c.1256) - monaco e astronomo irlandese che scrisse l'autorevole testo di astronomia medievale Tractatus de Sphaera ; il suo Algorismus è stato il primo testo a introdurre numeri e procedure indo-arabe nel curriculum universitario europeo; a lui è intitolato il cratere lunare Sacrobosco.
- Gregorio di San Vincenzo (1584–1667) - matematico gesuita che ha dato importanti contributi allo studio dell'iperbole.
- Alphonse Antonio de Sarasa (1618–1667) - matematico gesuita che ha contribuito alla comprensione dei logaritmi.
- Christoph Scheiner (c. 1573-1650) - fisico gesuita, astronomo e inventore del pantografo; ha scritto su una vasta gamma di argomenti scientifici, comprese le macchie solari, portando a una disputa con Galileo Galilei.
- Wilhelm Schmidt (1868–1954) - sacerdote austriaco e missionario della Società del Verbo Divino; linguista, antropologo ed etnologo.
- Hermann Schmitz (1878–1960) - gesuita ed entomologo tedesco specializzato in imenotteri e ditteri.
- George Schoener (1864-1941) - sacerdote che divenne noto negli Stati Uniti come il "Padre delle rose" per i suoi esperimenti nell'allevamento delle rose.
- Kaspar Schott (1608–1666) - fisico, astronomo e filosofo naturale gesuita, noto soprattutto per le sue opere su strumenti idraulici e meccanici.
- Franz Paula von Schrank (1747–1835) - sacerdote, botanico, entomologo e prolifico scrittore.
- Berthold Schwarz (14 ° secolo circa) - frate francescano e noto inventore di polvere da sparo e armi da fuoco.
- Antonius Maria Schyrleus de Rheita (1604–1660) - astronomo e ottico cappuccino che costruì il telescopio di Keplero.
- George Mary Searle (1839-1918) - astronomo e professore paulista che scoprì sei galassie.
- Angelo Secchi (1818–1878) - gesuita pioniere della spettroscopia astronomica e uno dei primi scienziati ad affermare autorevolmente che il sole è una stella; scoprì l'esistenza di spicole solari e disegnò una prima mappa di Marte.
- Alessandro Serpieri (1823–1885) - sacerdote, astronomo e sismologo che studiò le stelle cadenti e fu il primo a introdurre il concetto di radiante sismico.
- Serafino Serrati (XVIII secolo) - monaco benedettino, a cui si attribuisce l'invenzione di un battello a vapore, fece anche osservazioni sui globi aerostatici.
- Gerolamo Sersale (1584–1654) - astronomo e selenografo gesuita; la sua mappa della luna può essere vista nell'Osservatorio Navale di San Fernando; a lui prende il nome il cratere lunare Sirsalis.
- Benedetto Sestini (1816–1890) - astronomo, matematico e architetto gesuita; studiato le macchie solari e le eclissi; ha scritto libri di testo su una varietà di argomenti matematici.
- Mihalj Šilobod Bolšić (1724–1787) - Sacerdote, matematico, scrittore e teorico musicale cattolico romano noto principalmente per aver scritto il primo libro di testo aritmetico croato Arithmatika Horvatzka (pubblicato a Zagabria, 1758).
- René-François de Sluse (1622–1685) - canonico e matematico con una famiglia di curve a lui intitolata.
- Domingo de Soto (1494–1560) - sacerdote domenicano spagnolo e professore all'Università di Salamanca; nei suoi commenti ad Aristotele propose che i corpi in caduta libera subissero un'accelerazione costante.
- Lazzaro Spallanzani (1729–1799) - sacerdote, biologo e fisiologo che ha dato importanti contributi allo studio sperimentale delle funzioni corporee, della riproduzione animale e ha essenzialmente scoperto l'ecolocalizzazione; la sua ricerca sulla biogenesi ha aperto la strada alle indagini di Louis Pasteur.
- Valentin Stansel (1621–1705) - astronomo gesuita in Brasile, che scoprì una cometa che, dopo che furono effettuate posizioni accurate tramite F. de Gottignies a Goa, divenne nota come la cometa Estancel-Gottignies.
- Johan Stein (1871–1951) - astronomo gesuita e direttore dell'Osservatorio Vaticano, che ha modernizzato e trasferito a Castel Gandolfo; il cratere Stein sul lato opposto della Luna prende il nome da lui.
- Niccolò Stenone (1638–1686) – vescovo beatificato da Papa Giovanni Paolo II, spesso chiamato il padre della geologia[16] e della stratigrafia,[7] ed è noto per i principi di Steno.
- Joseph Stepling (1716–1778) - astronomo, fisico e matematico boemo che gestì l'osservatorio dei gesuiti a Praga tra il 1751 e il 1778.
- Antonio Stoppani (1824–1891) - sacerdote, geologo e paleontologo italiano.
- Papa Silvestro II (c. 946-1003) - prolifico studioso che sostenne e promosse la conoscenza araba dell'aritmetica, della matematica e dell'astronomia in Europa, reintroducendo l'abaco e la sfera armillare che erano stati persi in Europa dalla fine dell'era greco-romana.
- Aleksy Sylvius (1593 - circa 1653) - astronomo gesuita che studiò le macchie solari e pubblicò un'opera sulla calendariografia.
- Ignác Szentmártonyi (1718–1793) - cartografo gesuita croato e matematico e astronomo reale, che divenne membro della spedizione che lavorò al riassetto delle frontiere tra le colonie del Sud America, in particolare il Brasile.

### T
- André Tacquet (1612–1660) - matematico gesuita il cui lavoro ha gettato le basi per l'eventuale scoperta del calcolo infinitesimale.
- Pierre Teilhard de Chardin (1881–1955) - paleontologo e geologo gesuita che prese parte alla scoperta dell'Uomo di Pechino.
- Francesco Lana de Terzi (c. 1631–1687) – gesuita indicato come il padre dell'aviazione[17] per i suoi sforzi pionieristici; ha anche sviluppato un alfabeto di scrittura cieca prima del Braille.
- Teodorico di Friburgo (c.1250 - c.1310) - teologo e fisico domenicano che ha fornito la prima corretta analisi geometrica dell'arcobaleno.
- Joseph Tiefenthaler (1710–1785) - gesuita che fu uno dei primi geografi europei a scrivere sull'India.
- Giuseppe Toaldo (1719–1797) - sacerdote e fisico che studiò l'elettricità atmosferica e svolse importanti lavori con i parafulmini; l'asteroide 23685 Toaldo prende il nome da lui.
- José Torrubia (1700-1768 circa) - linguista francescano, scienziato, collezionista di fossili e libri e scrittore di argomenti storici, politici e religiosi.
- Franz de Paula Triesnecker (1745–1817) - astronomo gesuita e direttore dell'Osservatorio di Vienna; pubblicò numerosi trattati di astronomia e geografia; il cratere Triesnecker sulla Luna prende il nome da lui.

### V
- Basilius Valentinus – chimico e prete
- Luca Valerio (1552–1618) - matematico gesuita che sviluppò metodi per trovare volumi e centri di gravità dei corpi solidi.
- Pierre Varignon (1654–1722) - sacerdote e matematico i cui principali contributi furono alla statica e alla meccanica; ha creato una spiegazione meccanica della gravitazione.
- Jacques de Vaucanson (1709–1782) - frate inventore e artista francese Minim responsabile della creazione di automi e macchine impressionanti e innovativi come il primo telaio completamente automatizzato.
- Giovanni Battista Venturi (1746–1822) - sacerdote che scoprì l'effetto Venturi.
- Fausto Veranzio (1551-1617 circa) - vescovo, poliedrico, inventore e lessicografo.
- Ferdinand Verbiest (1623–1688) - astronomo e matematico gesuita; ha progettato quello che alcuni sostengono essere il primo veicolo semovente, che molti sostengono sia la prima automobile al mondo.
- Francesco de Vico (1805–1848) - astronomo gesuita che scoprì o co-scoprì numerose comete; fece anche osservazioni di Saturno e delle lacune nei suoi anelli; a lui sono intitolati il cratere lunare De Vico e l'asteroide 20103 de Vico.
- Vincenzo di Beauvais (c.1190 - c.1264) - domenicano che scrisse l'enciclopedia più influente del Medioevo.
- Benito Viñes (1837–1893) - meteorologo gesuita noto come "Father Hurricane" che realizzò il primo modello meteorologico per prevedere la traiettoria di un uragano.[18][19]
- János Vitéz (1405-1472 circa) - cardinale arcivescovo di Esztergom, astronomo e matematico.
- Giovanni Serafino Volta (1764–1842) - sacerdote e paleontologo che scrisse il primo trattato di ittiologia fossile in Italia.

### W
- Martin Waldseemüller (c. 1470-1520) - sacerdote e cartografo tedesco a cui, insieme a Matthias Ringmann, è attribuito il primo uso registrato della parola America.
- Erich Wasmann (1859-1931) - entomologo austriaco noto per il mimetismo wasmanniano.
- Godefroy Wendelin (1580–1667) - sacerdote e astronomo che riconobbe che la terza legge di Keplero si applicava ai satelliti di Giove; il cratere lunare Vendelinus è chiamato in suo onore.
- Johann Werner (1468–1522) - sacerdote, matematico, astronomo e geografo.
- Witelo (1230 circa - dopo il 1280, prima del 1314) - frate, fisico, filosofo naturale e matematico; cratere lunare Vitello chiamato in suo onore; la sua Perspectiva influenzò fortemente gli scienziati successivi, in particolare Johannes Kepler.
- Julian Tenison Woods (1832–1889) - geologo e mineralogista passionista.
- Theodor Wulf (1868-1946) - fisico gesuita che fu uno dei primi sperimentatori a rilevare l'eccesso di radiazioni atmosferiche.
- Franz Xaver von Wulfen (1728–1805) - botanico, mineralogista e alpinista gesuita.

### X
- Leonardo Ximenes (1711–1786) - fisico e astronomo italiano, specialista di idraulica, ideatore e direttore dell'Osservatorio San Giovanino di Firenze, chiamato anche Osservatorio Ximeniano in suo onore.

### Z
- John Zahm (1851-1921) - sacerdote della Santa Croce ed esploratore sudamericano.
- Giuseppe Zamboni (1776–1846) - sacerdote e fisico che ha inventato la pila Zamboni, una prima batteria elettrica simile alla pila voltaica.
- Francesco Zantedeschi (1797–1873) – sacerdote che fu tra i primi a riconoscere il marcato assorbimento da parte dell'atmosfera di luce rossa, gialla e verde; pubblicò articoli sulla produzione di correnti elettriche in circuiti chiusi mediante l'avvicinamento e l'allontanamento di un magnete, anticipando così gli esperimenti classici di Michael Faraday del 1831.[20]
- Thomas Żebrowski (1714–1758) - architetto, matematico e astronomo gesuita; determinante per l'istituzione e il finanziamento dell'Osservatorio dell'Università di Vilnius.
- Casimir Zeglen (1869-dopo il 1927) - sacerdote polacco americano, ha inventato un tipo di giubbotto antiproiettile di seta.
- Niccolò Zucchi (1586–1670) – affermò di aver provato a costruire un telescopio riflettore nel 1616 ma abbandonò l'idea (forse per la scarsa qualità dello specchio);[21] potrebbe essere stato il primo a vedere le cinture del pianeta Giove (1630).[22]
- Godefroy Zumoffen (1848-1928) - archeologo e geologo gesuita francese noto per il suo lavoro sulla preistoria in Libano,
- Giovanni Battista Zupi (circa 1590-1650) - astronomo gesuita, matematico e prima persona a scoprire che il pianeta Mercurio aveva fasi orbitali; il cratere Zupus sulla Luna prende il nome da lui.

### Approfondimenti
- Barr, Stephen M. Modern Physics and Ancient Faith. Notre Dame, IN: University of Notre Dame, 2006.
- Broad, William J. "How the Church aided 'Heretical' Astronomy," New York Times, October 19, 1999.
- Feingold, Mordechai, ed. Jesuit Science and the Republic of Letters. Cambridge: MIT Press, 2002.
- Gilson, Etienne, Reason and Revelation in the Middle Ages. New York: Charles Scribner's Sons, 1970.
- Grant, Edward. The Foundations of Modern Science in the Middle Ages: Their Religious, Institutional, and Intellectual Contexts. Cambridge: Cambridge University Press, 1996.
- Grant, Edward. God and Reason in the Middle Ages. Cambridge: Cambridge University Press, 2001.
- Hannam, James. The Genesis of Science: How the Christian Middle Ages Launched the Scientific Revolution. Washington, DC: Regnery, 2011.
- Horn, Stephan Otto, ed. Creation and Evolution: A Conference with Pope Benedict XVI in Castel Gandolfo. San Francisco, CA: Ignatius, 2008.
- Jaki, Stanley. The Savior of Science. Grand Rapids: Eerdmans, 2000.
- Jaki, Stanley. Science and Creation: From Eternal Cycles to an Oscillating University. Edinburgh: Scottish Academic Press, 1986.
- Lindberg, David C. The Beginnings of Western Science. Chicago: University of Chicago Press, 1992.
- MacDonnell, Joseph E. Jesuit Geometers. St. Louis: Institute of Jesuit Sources, 1989.
- Schönborn, Christoph Cardinal. Chance or Purpose?: Creation, Evolution, and a Rational Faith. San Francisco: Ignatius, 2007.
- Spitzer, Robert J. New Proofs for the Existence of God: Contributions of Contemporary Physics and Philosophy. Grand Rapids: Wm. B. Eerdmans Publishing Company, 2010.
- Walsh, James J. The Popes and Science. New York: Fordham University Press, 1911.